# География Того

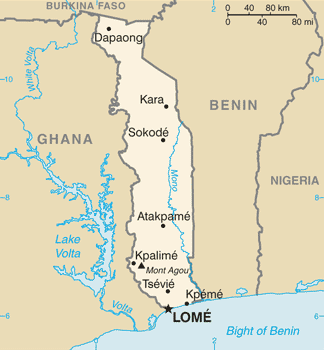
Карта Того

Государство Того находится в Западной Африке. Омывается на юге водами Гвинейского залива Атлантического океана. Страна вытянута на 579 км с юга на север. В самом широком месте имеет 160 км.

## Размеры и границы
Страна вытянута на 579 км с юга на север. В самом широком месте имеет 160 км.
- Общая площадь — 56 785 км².
- Общая протяжённость границ — 1647 км (в том числе с Бенином — 644 км, с Ганой — 877 км, с Буркина Фасо — 126 км.
- Длина береговой линии — 56 км

## Рельеф

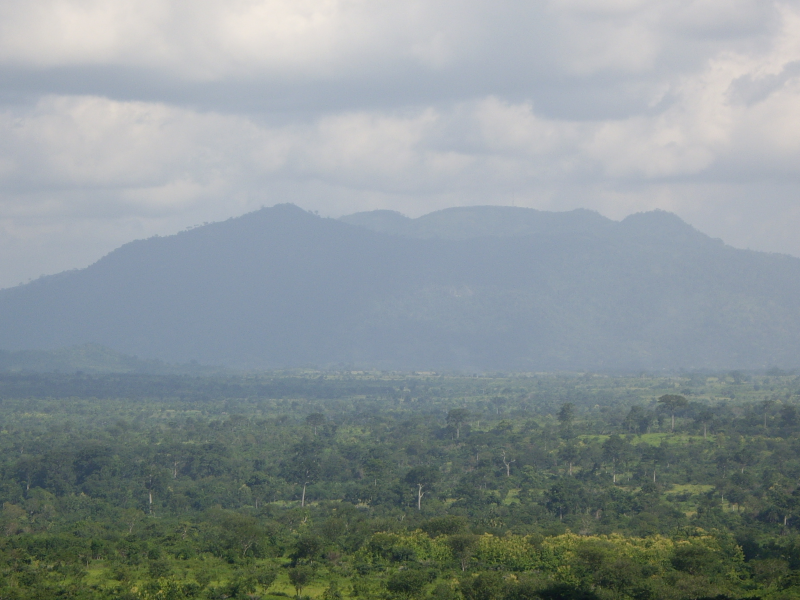
Гора Агу — высшая точка Того

Береговая линия Того изрезана слабо; многочисленные лагуны отделены от берега невысоким (до 5 м) песчаным баром. На юге Того расположена песчано-глинистая приморская аккумулятивная низменность высотой до 20 м, к ней примыкают цокольные денудационные равнины и плато высотой 200—400 м; к северу их сменяют пластовые слабоволнистые денудационно-аккумулятивные равнины высотой до 500 м. На юго-западе расположены глыбовые горы Аквапим-Того. Здесь находится высшая точка страны — гора Агу (Mont Agou) — высотой 986 м.
На территории Того есть полезные ископаемые, например: алюминий, бокситы, графит, доломиты, железо, золото, известняк, каолин, мрамор, фосфаты, поваренная соль, уран и хром.

## Административное деление Того
Того делится на 5 областей, а они в свою очередь — на 30 префектур и 1 коммуну.

## Климат
На территории Того климат в южной части экваториальный, в северной — субэкваториальный. Среднемесячные температурыры от 20 до 32 °C. Континентальность климата нарастает с юга на север, максимальные температуры меняются от 30 °C (город Ломе) до 34 °C (город Манго), минимальные — от 23 до 13 °C соответственно. Годовое количество осадков от 750 до 1500 мм. В южной части отмечаются два максимума (март — июнь и сентябрь — октябрь) и два минимума осадков, в северной части — один дождливый летний (с апреля — мая по сентябрь — октябрь) и сухой зимний сезоны.

## Растительный и животный мир

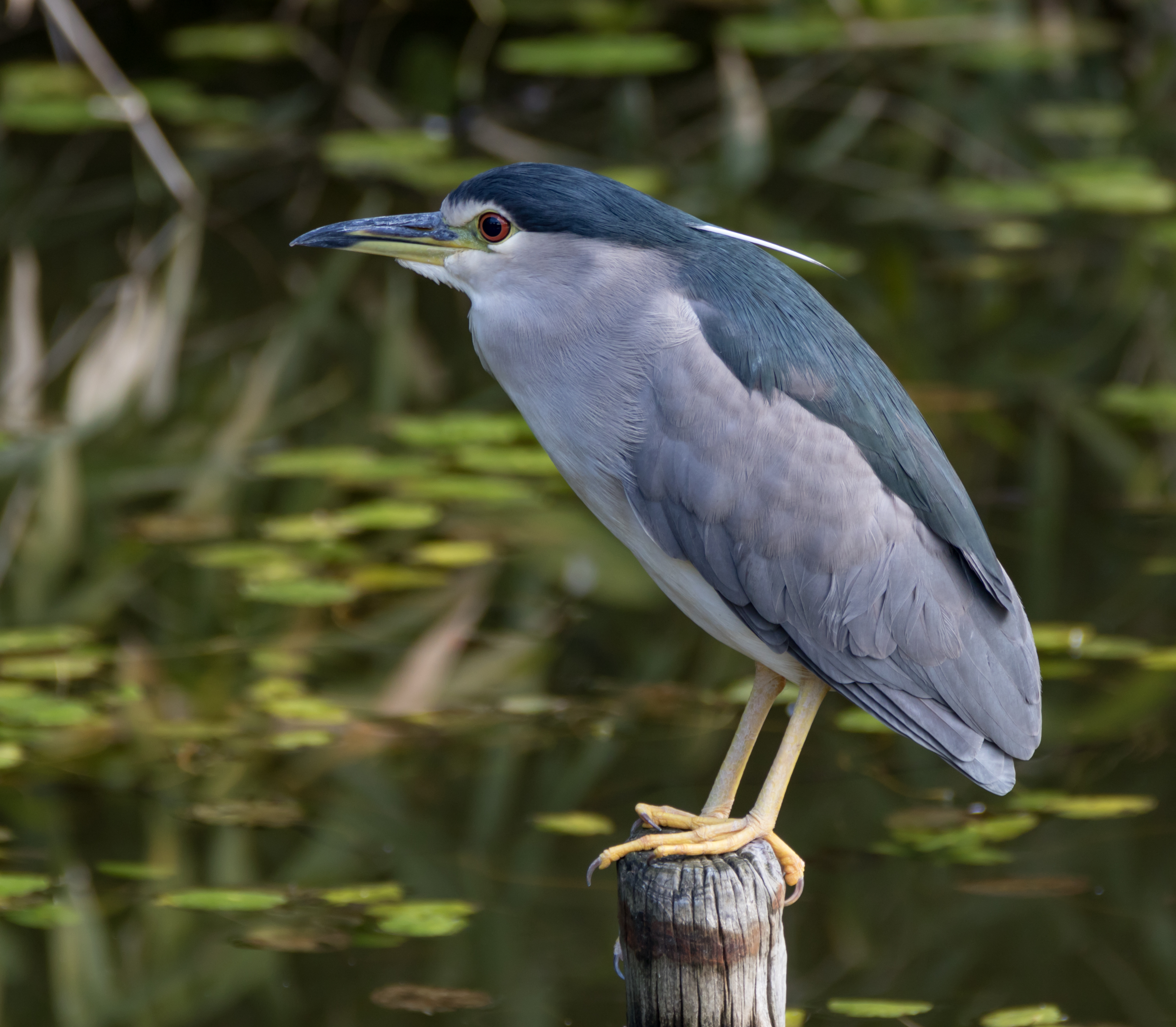
Обыкновенная кваква (Nycticorax nycticorax)

В пределах Того выделяют 5 природных зон, сменяющихся с севера на юг: суданские саванны с островами лесной растительности; регион Кара с мозаикой лесов и лесосаванн; центральные равнины с сухими лесами и влажными саваннами гвинейского типа; горы Аквапим-Того с полулистопадными лесами; береговая низменность с сохранившимися мангровыми лесами. Преобладают красные ферраллитные почвы.
Животный мир Того весьма разнообразен. В глухих районах сохранились леопарды, слоны, львы, бегемоты, антилопы, буйволы, жирафы, шакалы и крокодилы. Многочисленны насекомые (термиты, муха цеце). На территории Того зарегистрировано 678 видов птиц: турачи, попугаи жако, малые фламинго, питты, батисы, марабу, ябиру, ибисы.
Охраняемые природные территории занимают 10 % площади страны, наиболее крупные из них — национальные парки Керан, Мандури, Фазао-Мальфакаса, Абдулай.

## Гидрография
Реки относятся к бассейнам Вольты (Оти, Кара, Мо), Моно (Ание, Аму) и озера Того (Сио, Хахо). Реки многоводны в дождливый сезон и сильно мелеют в сухой. Ежегодно возобновляемые водные ресурсы составляют 11,5 км3, водообеспеченность 2930 м3 на человек в год (2004). Ежегодный водозабор 169 млн м3, из них 53 % используется в жилищно-коммунальном хозяйстве, 45 % — в сельском хозяйстве, 2 % — в промышленности.